# Sabena

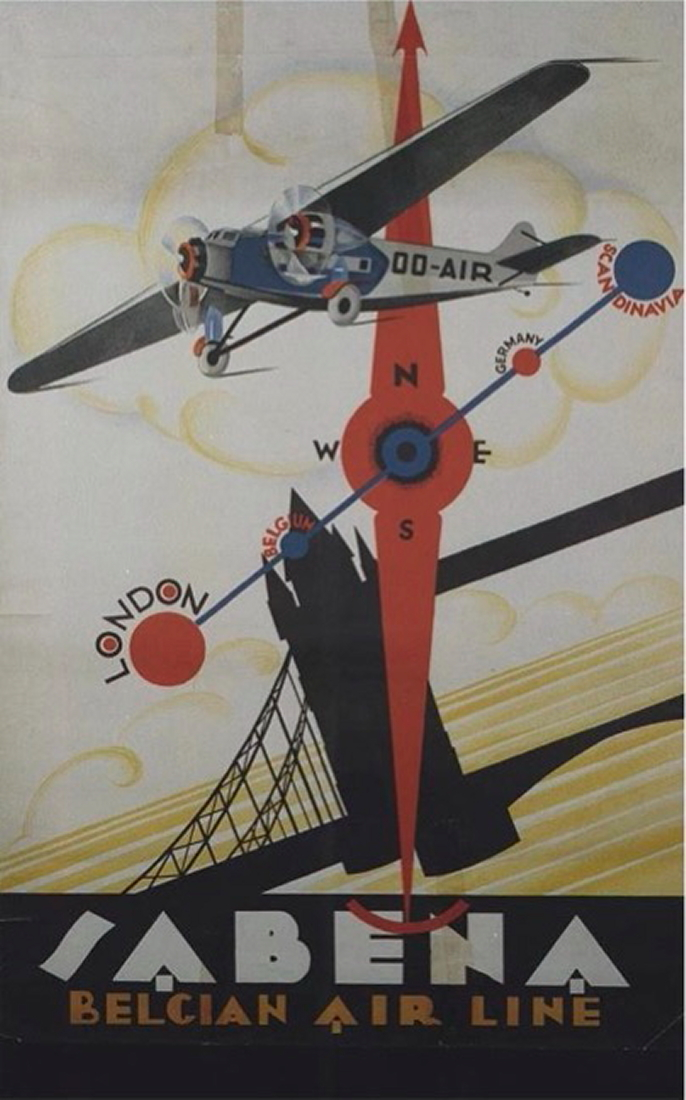
Póster publicitario de Sabena.

Sabena (IATA: SN, OACI: SAB), acrónimo de Société Anonyme Belge d’Exploitation de la Navigation Aérienne (en español: Sociedad Anónima Belga de Explotación de la Navegación Aérea) fue la aerolínea nacional de Bélgica desde su fundación en 1923 hasta su bancarrota en 2001; al año siguiente la compañía SN Brussels Airlines tomó el control de los activos de Sabena, convirtiéndose entonces en Brussels Airlines. La aerolínea tenía su base en el Aeropuerto de Bruselas-Zaventem.

## Historia

### 1923-1939: inicios
Sabena inició sus operaciones el 23 de mayo de 1923 como aerolínea nacional de Bélgica. La aerolínea fue creada por el gobierno belga con la ayuda de la familia Devriendt después de que su predecesor SNETA (Syndicat national pour l'étude des transports aériens, Sindicato Nacional para el Estudio de los Transportes Aéreos), formado en 1919 para ser pionero en la aviación comercial en Bélgica, cesara. operaciones. Sabena operó su primer vuelo comercial desde el extinto aeropuerto de Bruselas-Haren a Londres el 1 de julio de 1923, vía Ostende. Los servicios a Rotterdam y Estrasburgo se iniciaron el 1 de abril de 1924. El servicio de Estrasburgo se amplió a Basilea el 10 de junio de 1924. Se añadió Ámsterdam el 1 de septiembre de 1924, seguido de Hamburgo (Alemania) el 1 de mayo de 1929 vía Amberes, Düsseldorf y Essen.

#### Congo belga
Cuando se creó Sabena, la compañía aérea estaba financiada en parte por belgas de la colonia del Congo Belga que habían perdido su servicio aéreo, una compañía experimental de pasajeros y carga (LARA, Ligne Aérienne du Roi Albert) entre Léopoldville, Lisala y Stanleyville un año antes. Esperaban que la nueva aerolínea nacional belga llenara este vacío. El 12 de febrero de 1925, Sabena emprendió un largo recorrido a través de África hasta Leopoldville, capital del Congo belga. A lo largo de su historia, Sabena ha tenido una larga tradición de servicio a destinos africanos y, durante mucho tiempo, estas fueron las únicas rutas rentables atendidas por la aerolínea.
Sabena utilizó aviones terrestres para sus operaciones en el Congo y se inició un programa de construcción de aeródromos en el Congo. Esto se terminó en 1926 y Sabena inmediatamente inició vuelos dentro de la colonia belga, siendo la ruta principal Boma-Léopoldville-Élisabethville, una ruta de 2.288 km sobre una densa jungla. Primero, los vuelos se operaron con De Havilland DH.50, aunque fueron rápidamente reemplazados por el Handley Page W.8f más grande, que tenía tres motores y ofrecía diez asientos.

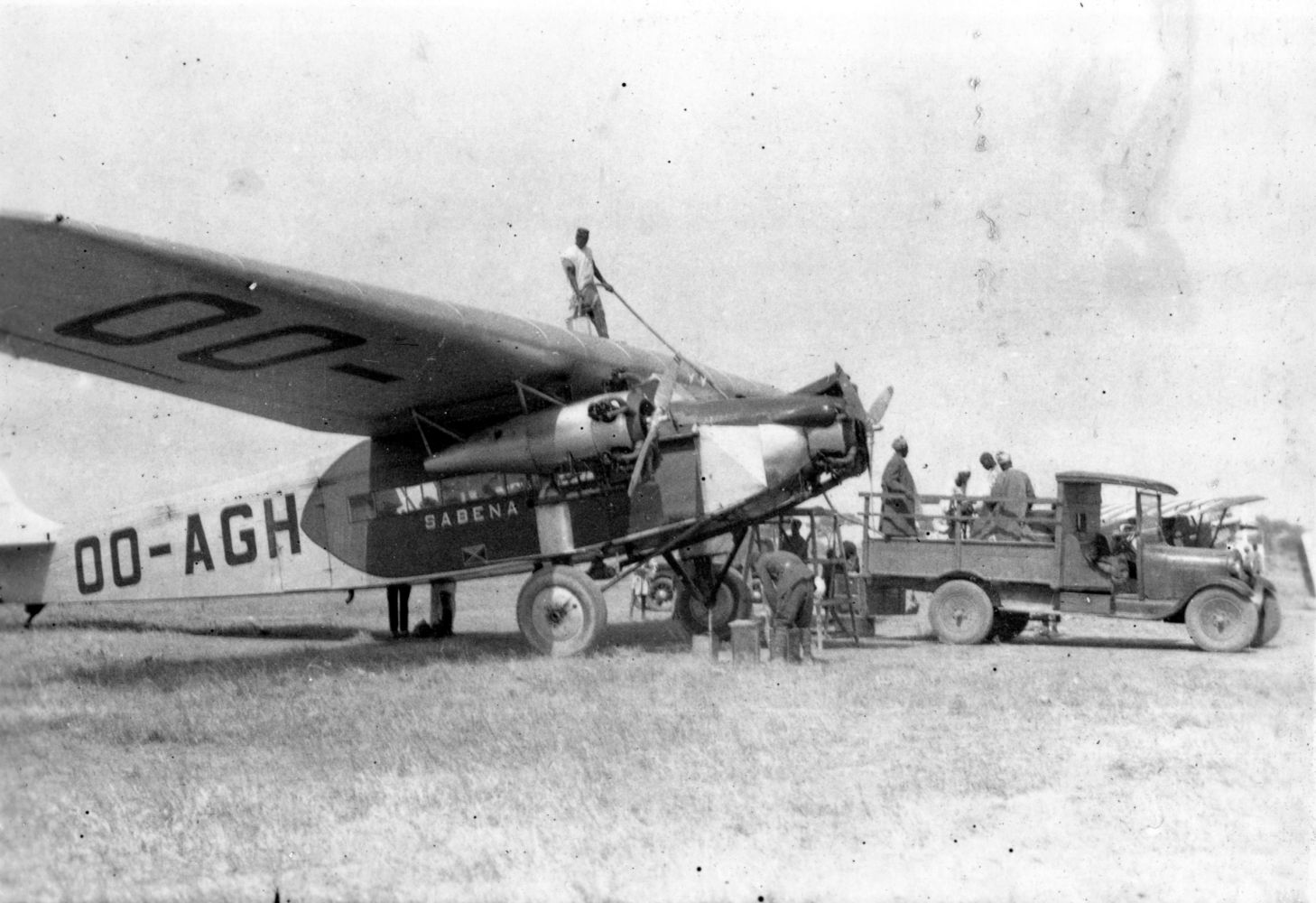
Fokker VII repostando en algún lugar del Congo belga (c. 1930)

En 1931, la flota de Sabena, incluidos los aviones utilizados en la red del Congo, ascendía a 43 aviones. Su tipo principal era el Fokker F.VIIB con un menor número de Fokker VIIA más pequeños y 14 aparatos del tipo Handley-Page. También voló aviones británicos Westland Wessex. 
Sabena voló ocasionalmente a África tropical, la colonia belga del Congo, pero la mayoría de estos aviones fueron enviados fuera. Todavía no existía ningún vuelo directo entre Bélgica y la colonia. A medida que avanzaba la década de 1930, Sabena cooperó con Air France y Deutsche Luft Hansa, que también tenían intereses en rutas a destinos en toda África.

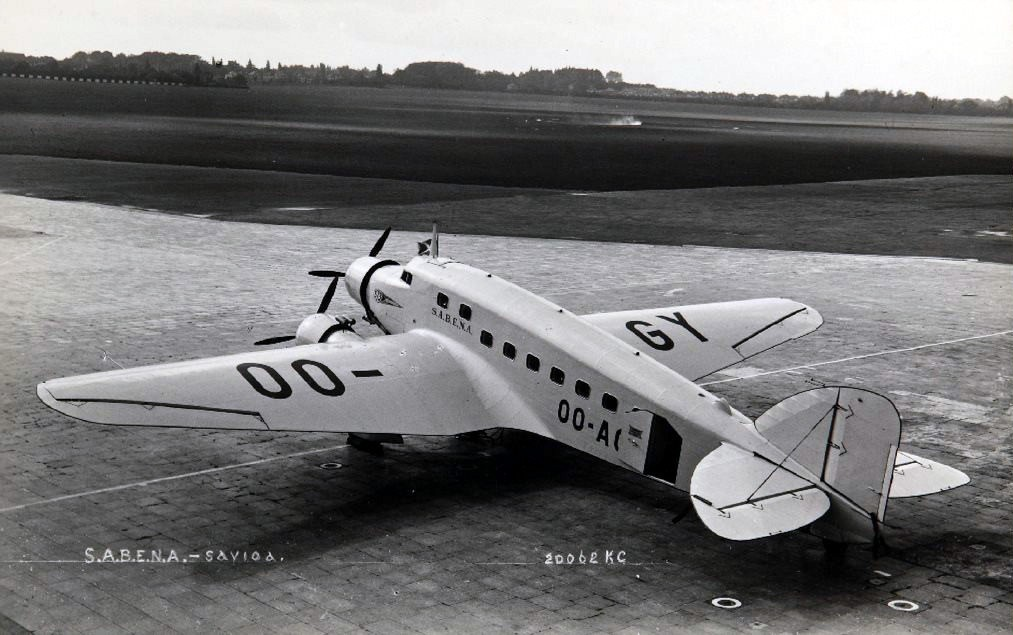
Savoia Marchetti SM.73 de Sabena (1930-1935)

El primer vuelo de larga distancia al Congo de Sabena se produjo el 12 de febrero de 1935 y duró cinco días y medio, para el cual Sabena utilizó un avión Fokker F-VII/3m. Al año siguiente, Sabena compró el avión de pasajeros Savoia-Marchetti SM.73. Con una velocidad de 300 km/h (200 mph), redujo el tiempo de viaje a sólo cuatro días, y el servicio de Sabena funcionó en semanas alternas con un servicio de Air Afrique. 

#### Expansión europea
En Europa, Sabena abrió servicios a Copenhague y Malmö en 1931 y se inició una ruta a Berlín en 1932. El avión de pasajeros principal de antes de la guerra que Sabena utilizó en Europa fue el exitoso Junkers Ju 52/3m. Las rutas de la aerolínea antes de la guerra cubrían casi 6.000 kilómetros dentro de Europa. Si bien el aeropuerto Haren de Bruselas era la base principal de Sabena, la compañía también operaba servicios desde otros aeropuertos belgas y contaba con una red nacional que era utilizada principalmente por hombres de negocios que querían pasar el fin de semana en sus villas costeras.
En 1938, la aerolínea compró el nuevo Savoia-Marchetti SM.83, un desarrollo del S.M. 73 con una velocidad de 435 km/h (270 mph), aunque volaba servicios a una velocidad de crucero de aproximadamente 400 km/h (250 mph).

### 1939-1946: tiempos de guerra
Al estallar la Segunda Guerra Mundial en 1939, la flota de Sabena ascendía a 18 aviones. Su tipo de flota principal era el avión de pasajeros Savoia-Marchetti SM.73 (contaba con once de este tipo) y el avión de pasajeros Junkers Ju 52/3m (tenía cinco). Sabena también acababa de recibir dos Douglas DC-3.
Durante la guerra, la aerolínea mantuvo sus rutas al Congo Belga, pero cesaron todos los servicios europeos.

### 1946-1960: expansión transatlántica

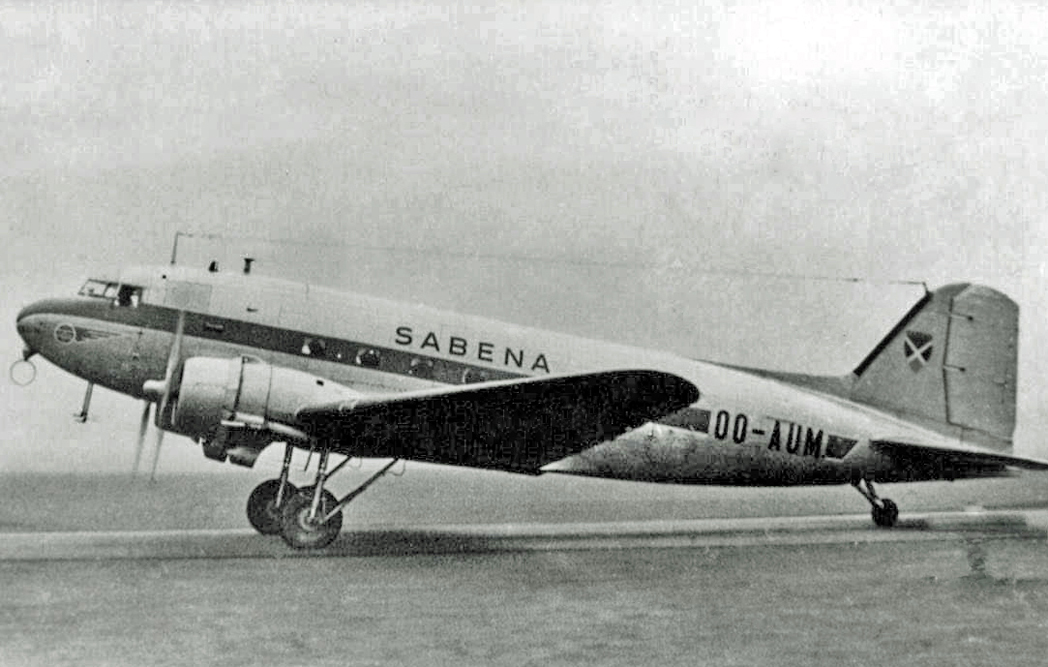
Douglas DC-3 de Sabena-Belgian Airlines en el Aeropuerto de Mánchester (1949)

Después de la guerra, en 1946 Sabena reanudó la explotación de una red de servicios regulares intraeuropeos. Inicialmente, la flota estaba formada principalmente por Douglas DC-3. Había miles de excedentes de Douglas C-47 Skytrain (la variante militar del DC-3) disponibles para ayudar a las aerolíneas a reiniciar sus operaciones después de la guerra. La aerolínea volaba ahora bajo el nombre de SABENA - Belgian World Airlines. 

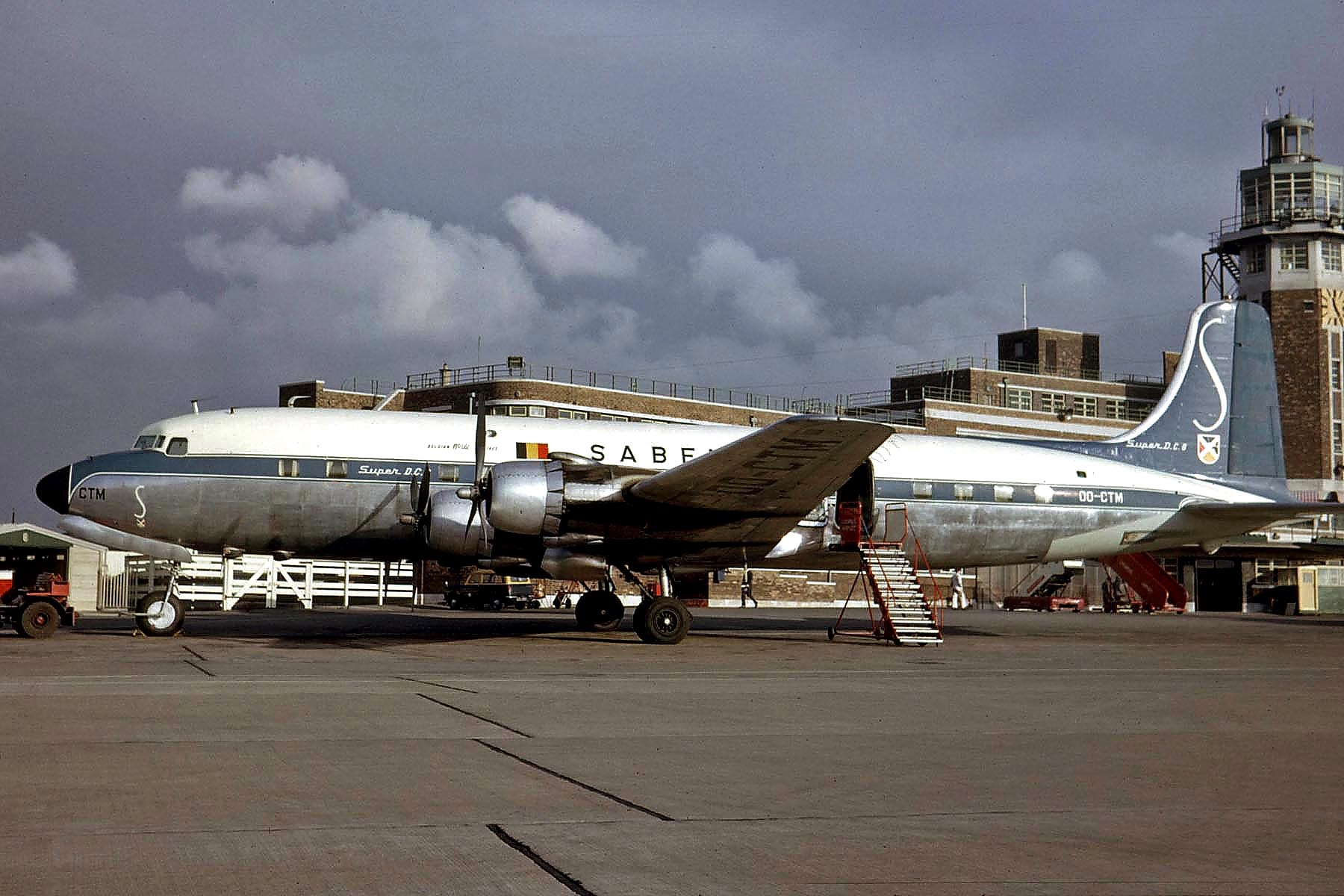
Douglas DC-6 de Sabena (1964)

Sabena inició su primera ruta transatlántica a la ciudad de Nueva York el 4 de junio de 1946, inicialmente utilizando aviones de pasajeros Douglas DC-4 sin presurizar que fueron ampliados y luego reemplazados por Douglas DC-6. Los DC-4 también reiniciaron la ruta tradicional de la aerolínea al Congo Belga. Sabena fue la primera compañía aérea en introducir vuelos transatlánticos desde el norte de Inglaterra, cuando uno de sus DC-6B inauguró la ruta Bruselas-Mánchester-Nueva York el 28 de octubre de 1953. 

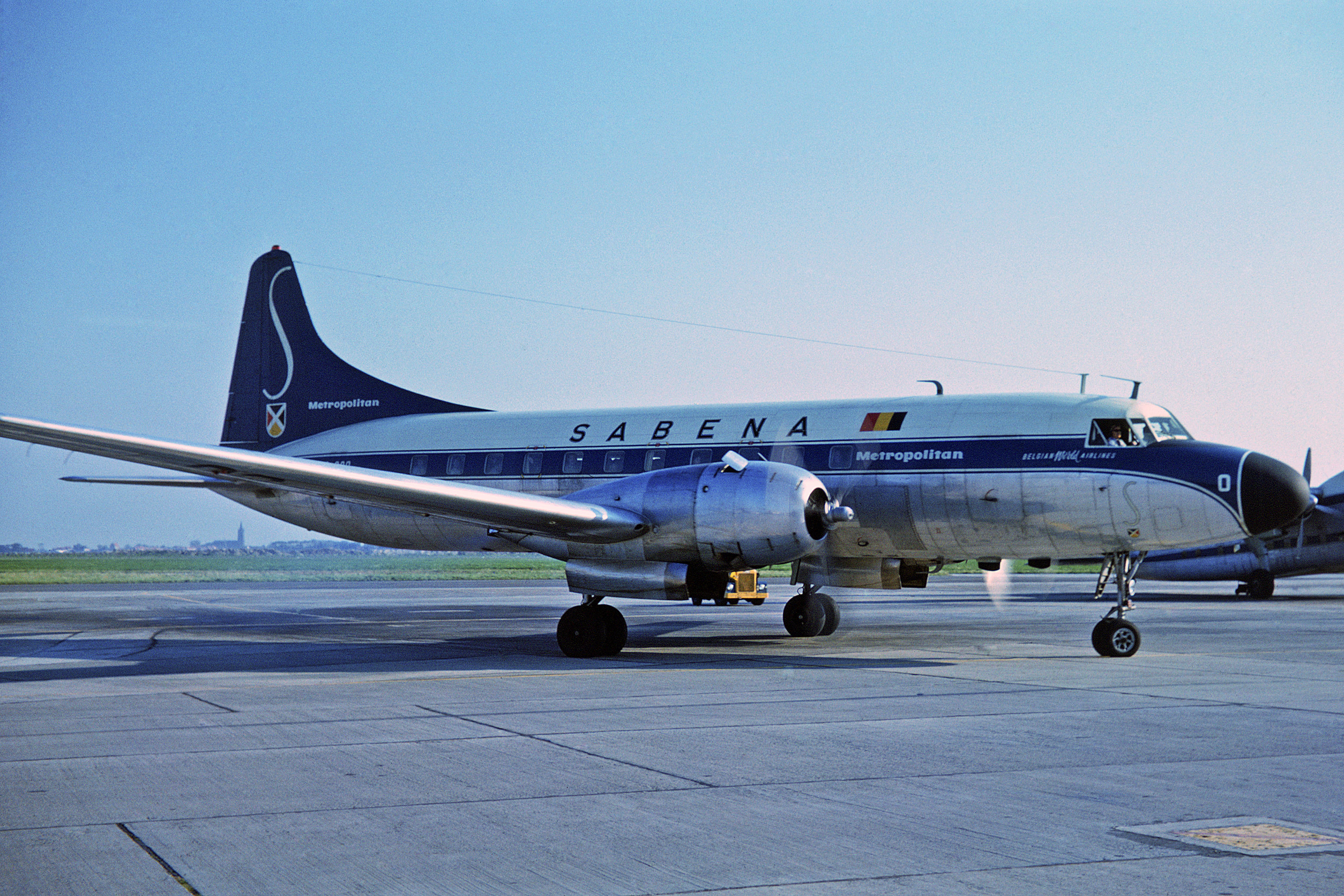
Convair CV-440 Metropolitan en el aeropuerto internacional de Ostende-Brujas (1963)

El Convair CV-240 se introdujo en 1949 para reemplazar parcialmente a los DC-3 que hasta entonces habían volado en la mayoría de los servicios europeos. A partir de 1956, los gemelos Convair 440 "Metropolitan" mejorados comenzaron a reemplazar a los Convair 240 y se utilizaron con éxito hasta bien entrada la década de 1960 entre destinos regionales europeos. 

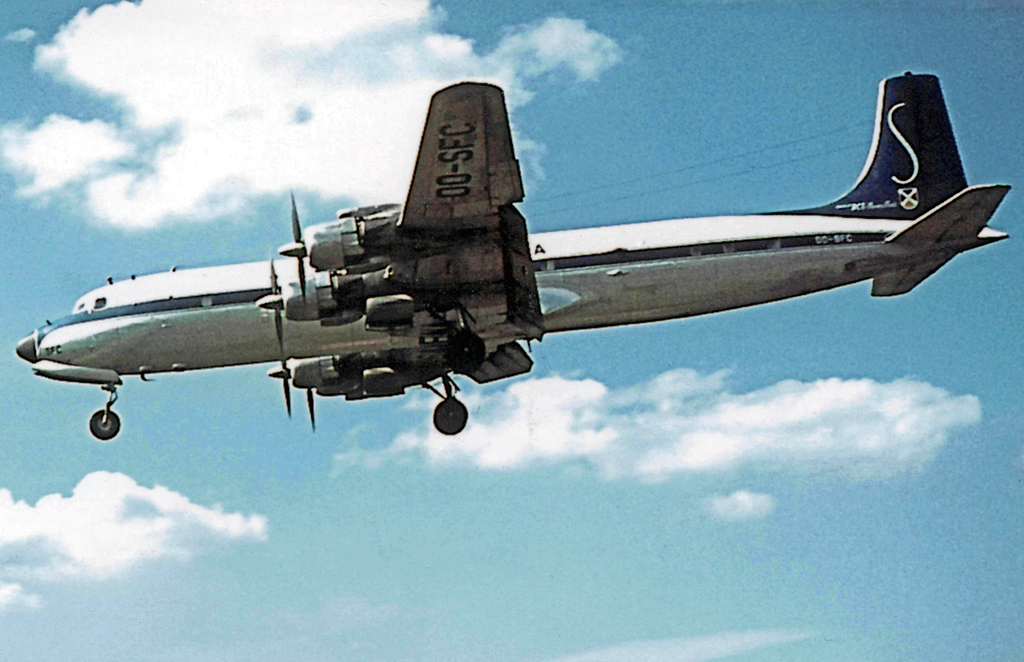
Douglas DC-7 de Sabena en el Aeropuerto de Mánchester (1962)

En 1957, se introdujo el Douglas DC-7C de largo alcance para rutas de larga distancia, pero este avión comenzaría a ser suplantado después de sólo tres años por la era del jet. Permaneció en servicio en la ruta transatlántica hasta 1962. 
El 3 de junio de 1954, un Mikoyan-Gurevich MiG-15 de la Fuerza Aérea Soviética (nombre de la OTAN "Fagot") atacó un Douglas DC-3 operado por Sabena en un vuelo de carga del Reino Unido a Yugoslavia, matando al operador de radio e hiriendo a ambos; el capitán y el ingeniero. El copiloto Douglas Wilson logró aterrizar en Austria pero el avión sufrió daños importantes.
Para la exposición mundial de 1958 en Bruselas, Sabena alquiló dos Lockheed L-1049 Super Constellation a Seaboard World Airlines y los utilizó principalmente en rutas transatlánticas. En el mismo período, se realizaron experimentos con el servicio de pasajeros en helicóptero con aviones Sikorsky S-58 desde Bruselas a Amberes, Róterdam, Eindhoven y el helipuerto de París en Issy-les-Moulineaux. 

### 1960-1990: la era del jet

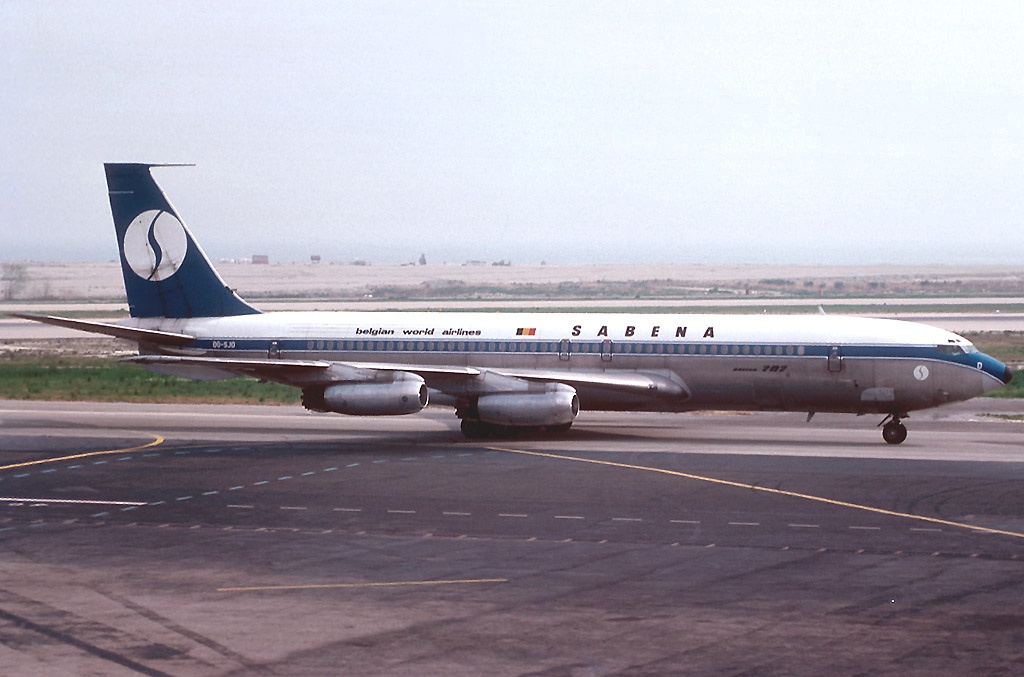
Boeing 707 de Sabena en el aeropuerto int. de Niza-Costa Azul (1980)

En 1960 se introdujo el avión intercontinental Boeing 707-320 para vuelos transatlánticos a Nueva York. SABENA fue la primera aerolínea de Europa continental en operar un avión a través del Atlántico (BOAC había estado volando servicios transatlánticos a reacción utilizando el De Havilland Comet 4 desde el 4 de octubre de 1958). Uno de los aviones de Sabena se convirtió en el primer Boeing 707 en estrellarse mientras estaba en servicio comercial cuando el vuelo 548 se estrelló mientras se preparaba para aterrizar en el aeropuerto de Bruselas el 15 de febrero de 1961. El equipo de patinaje artístico de Estados Unidos estaba a bordo del avión, en ruta de Nueva York a Praga vía Bruselas para competir en un campeonato de patinaje artístico. 

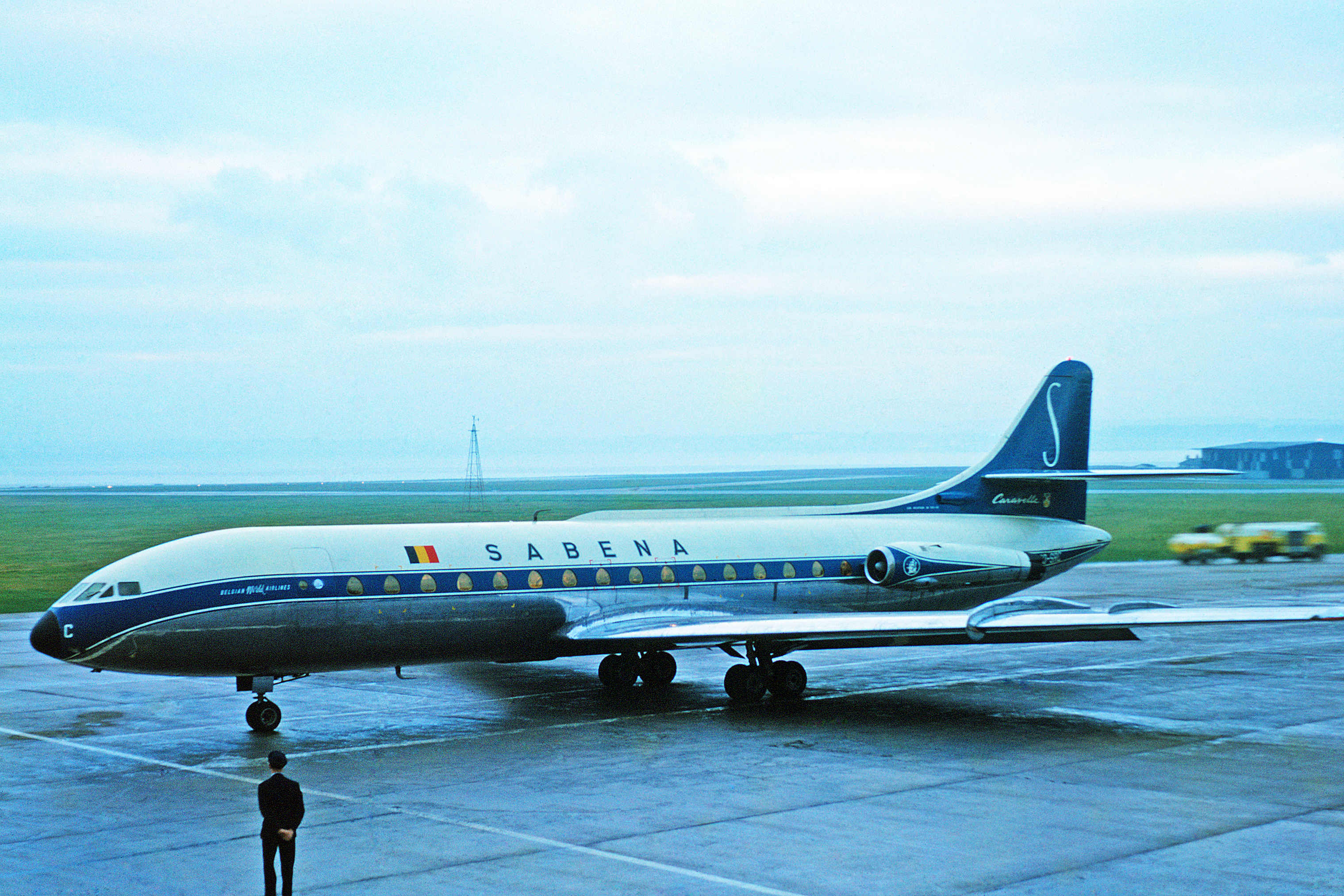
Sud Aviation Caravelle de Sabena en el aeropuerto de Liverpool (1964)

Se introdujeron seis aviones Sud Aviation Caravelle en todas las rutas de media distancia en Europa desde febrero de 1961, volando en la mayoría de las rutas junto con los Convair 440, hasta principios de la década de 1970. 
A principios de la década de 1960 se produjo una gran agitación para Sabena en el Congo. Los disturbios generalizados contra los colonos belgas en los meses previos y posteriores a la independencia de la República Democrática del Congo provocaron que miles de belgas huyeran del país. El gobierno belga se apoderó de toda la flota de larga distancia de Sabena para llevar a los refugiados de regreso a Europa. La independencia también significó el fin de la impresionante red regional de rutas que la aerolínea había construido en el Congo desde 1924. Cuando la nueva república creó su propia aerolínea, Air Congo, en junio de 1961, Sabena poseía el 30 por ciento de las acciones de esa aerolínea.

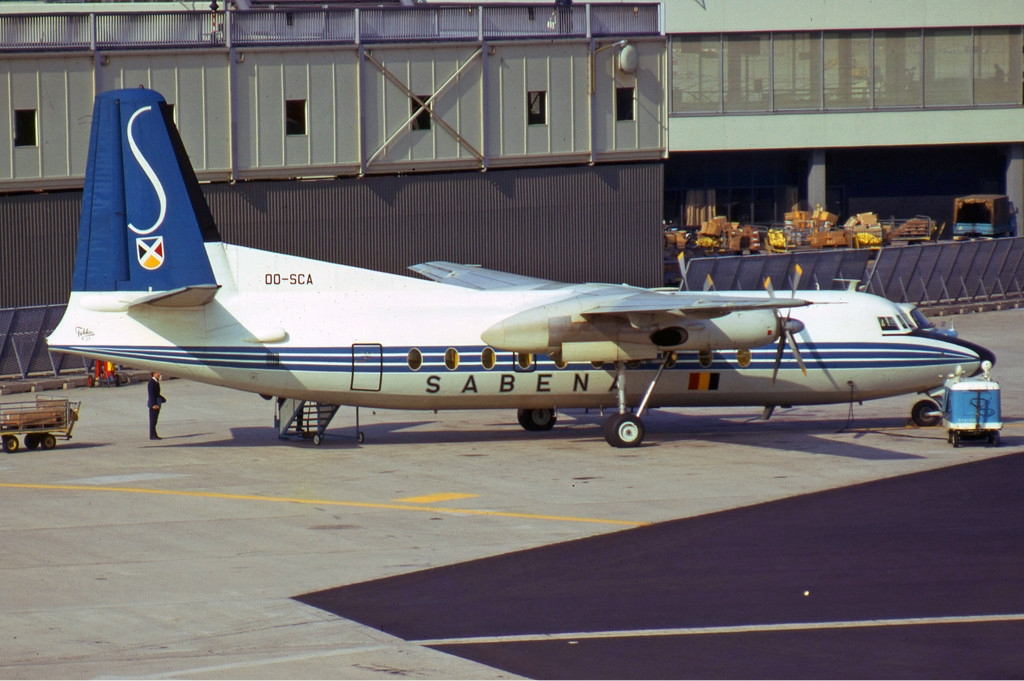
Fokker F27 Friendship de Sabena en el aeropuerto de Ámsterdam-Schiphol (1972)

Los Douglas DC-6 permanecieron en servicio con Sabena hasta mediados de la década de 1960, aunque ya no se utilizaban en las principales rutas de la aerolínea. Los Boeing 707 y Caravelle se convirtieron en los modelos principales durante esta década. Los Boeing 727-100 se introdujeron en importantes rutas europeas y también en algunos servicios africanos a partir de 1967 con una combinación de colores única; las marcas de las aletas incorporaban timón de metal desnudo y colores blancos del motor. En ese momento, los Fokker F27 entraron en servicio entre aeropuertos regionales belgas y destinos europeos como Londres-Heathrow. 

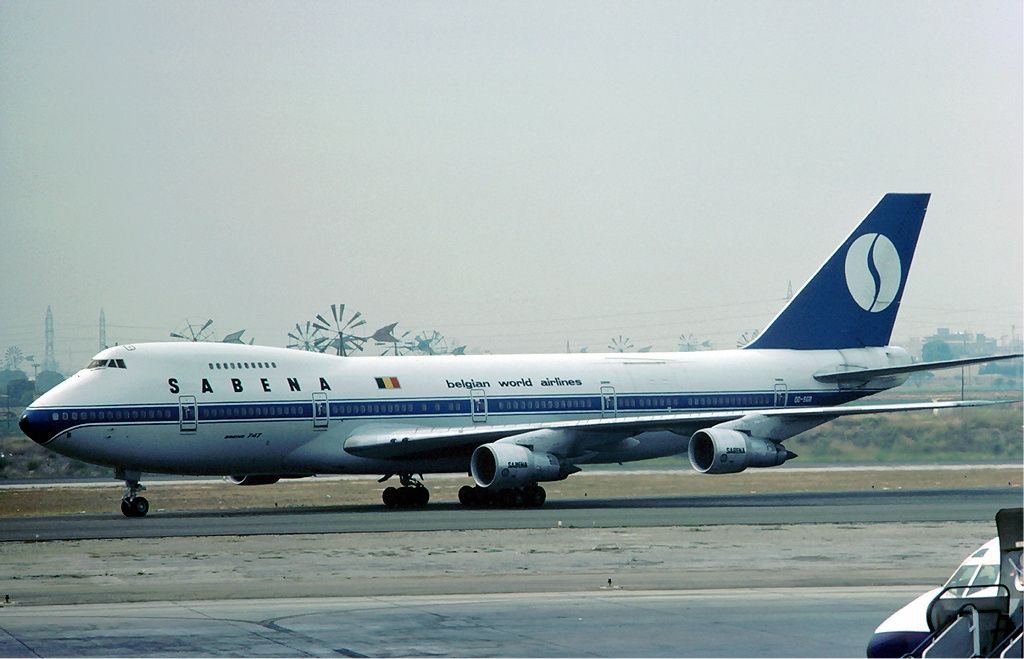
Boeing 747-100 de Sabena en el aeropuerto de Palma de Mallorca (1976)

El Boeing 747-100 se introdujo en 1971, en rutas transatlánticas que volaban junto a los Boeing 707-320C. Sabena, como muchas otras aerolíneas transatlánticas, estaba satisfecha con los Boeing 707. Por motivos comerciales, se reconoció que debía comprar aviones jumbo para sus servicios de prestigio, en particular a Nueva York-JFK y, a partir de mediados de los años setenta, el Chicago O'Hare. Sabena compró sólo dos aviones jumbo de primera generación, uno llamado Tante Agathe (que significa tía Agathe en francés y holandés, los idiomas nacionales de Bélgica), y continuó volando el 707 hasta principios de la década de 1980. Los últimos vuelos del Boeing 747-100 se produjo en 1993. 

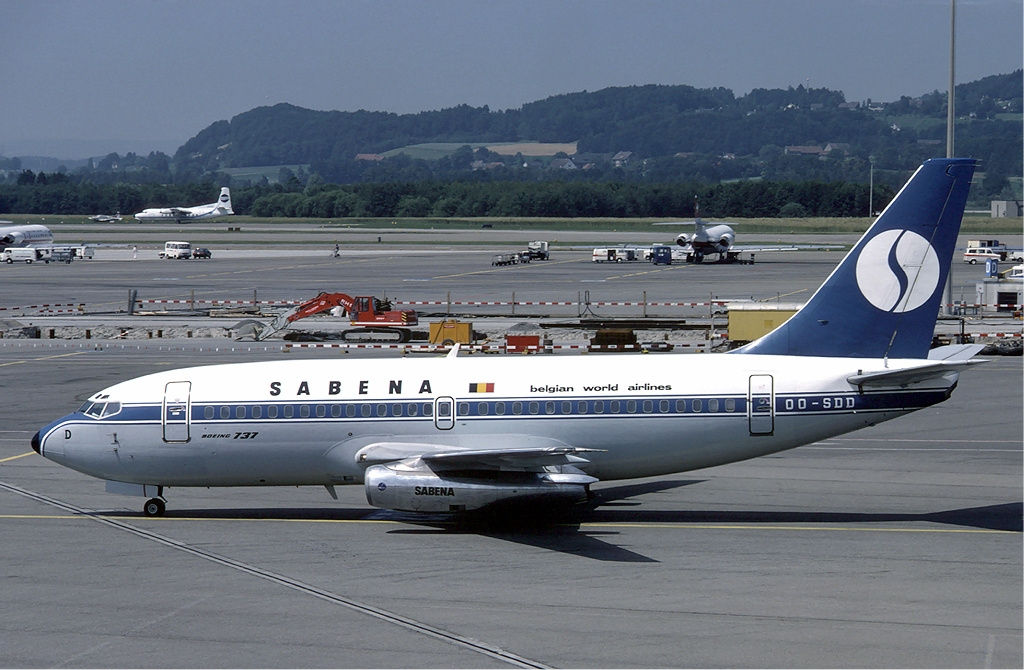
Boeing 737-200 de Sabena en el aeropuerto int. de Zúrich (1983)

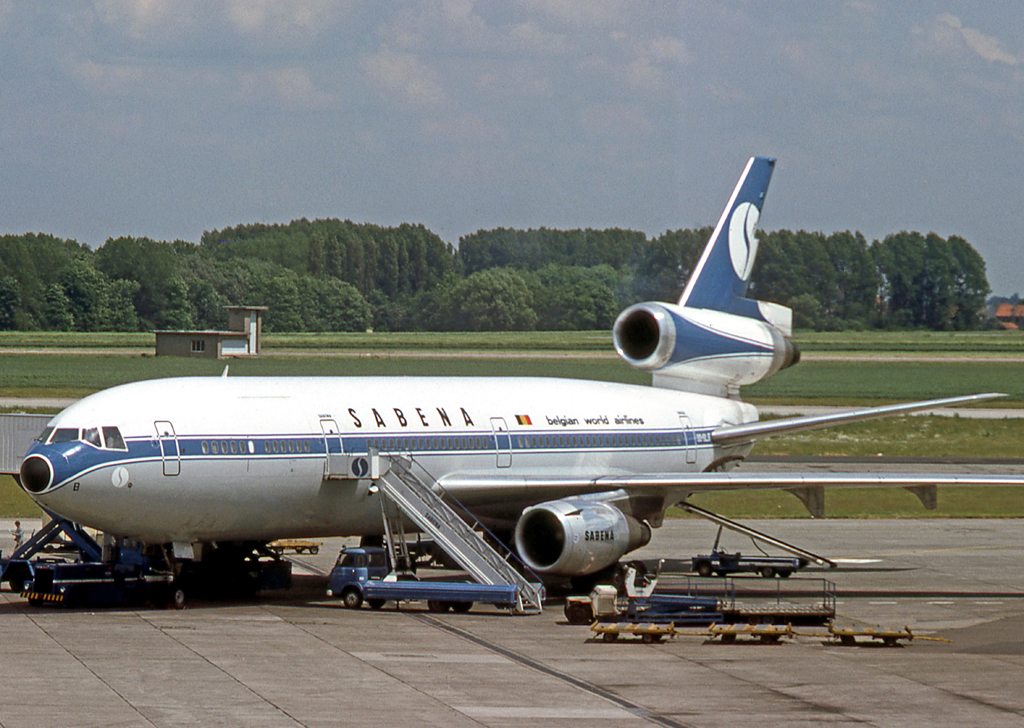
McDonnell Douglas DC-10 de Sabena en el aeropuerto de Bruselas (1977)

En 1973, los Boeing 727 de la red europea fueron sustituidos por los Boeing 737-200. El McDonnell Douglas DC-10-30 entró en servicio en 1974. En total, Sabena compró cinco de estos aviones combinados de fuselaje ancho convertibles (pasajeros y/o carga). 

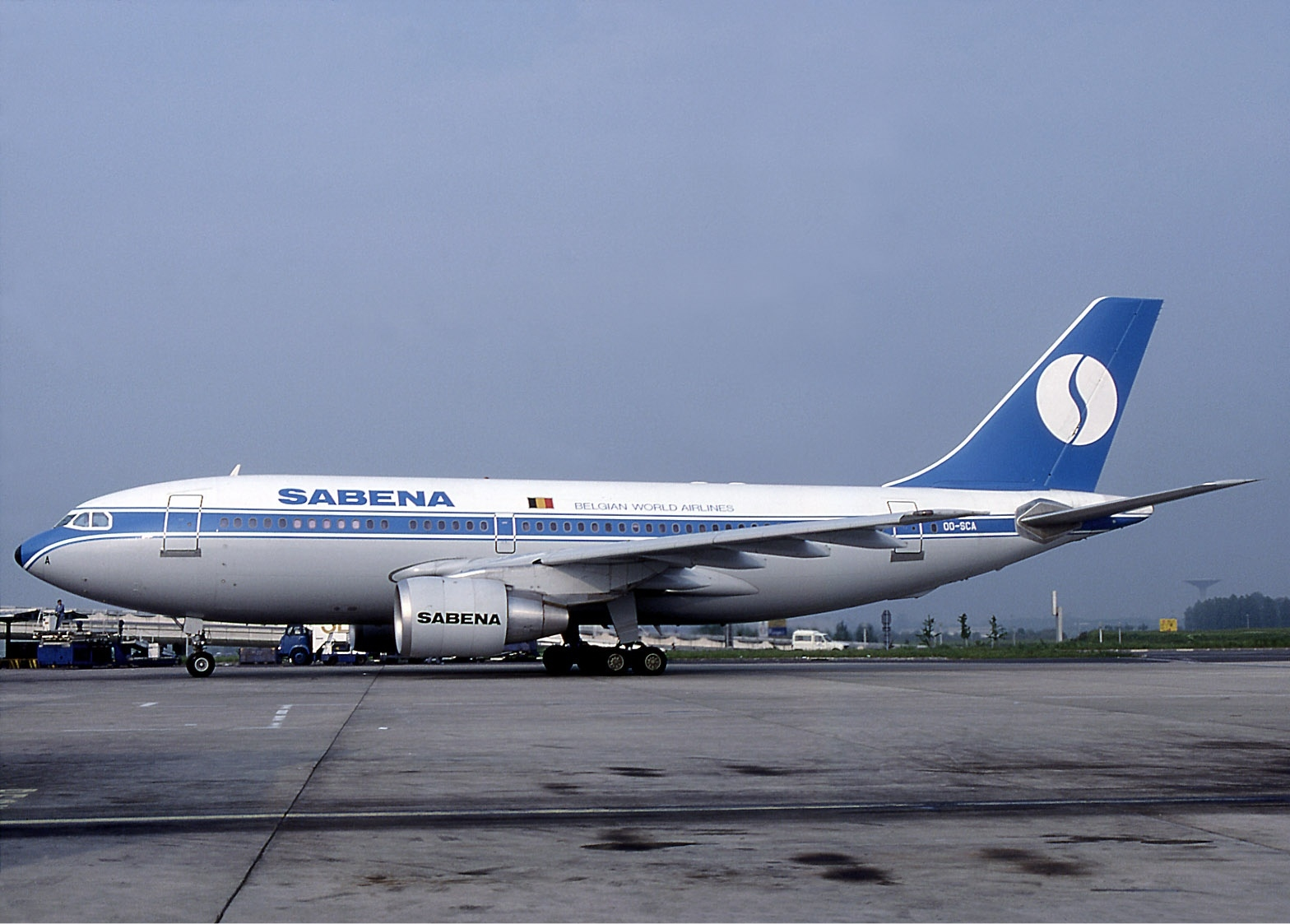
Airbus A310 de Sabena en el aeropuerto de París-Charles de Gaulle (1985)

En 1984 se introdujeron los Airbus A310 en rutas con alta densidad de pasajeros. Este tipo de avión también introdujo una modernización de la librea Sabena de 1973, en la que se utilizó un azul más claro y los títulos en el fuselaje tenían un estilo más moderno.
En junio de 1986, el primero de dos aviones Boeing 747-300 se unió a la flota, reemplazando finalmente a los antiguos 747-100.

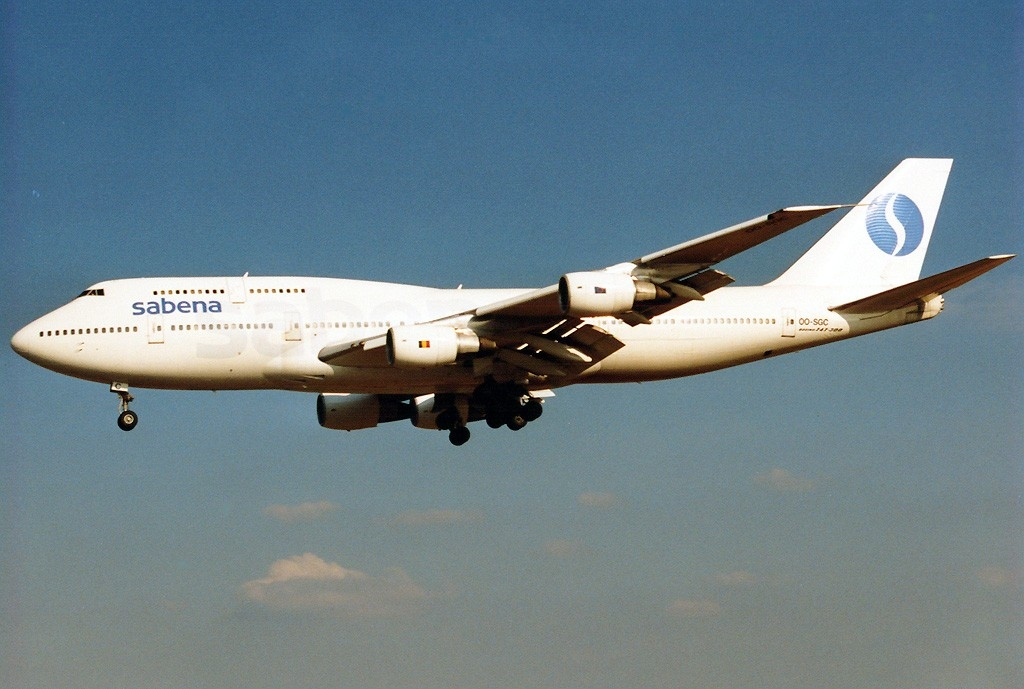
Boeing 747-300 en el aeropuerto de Bruselas (1996)

En 1989, Sabena invitó al diseñador de moda belga Olivier Strelli a crear una nueva gama de uniformes para sus tripulaciones de cabina. 

### 1990-1995: Sabena World Airlines

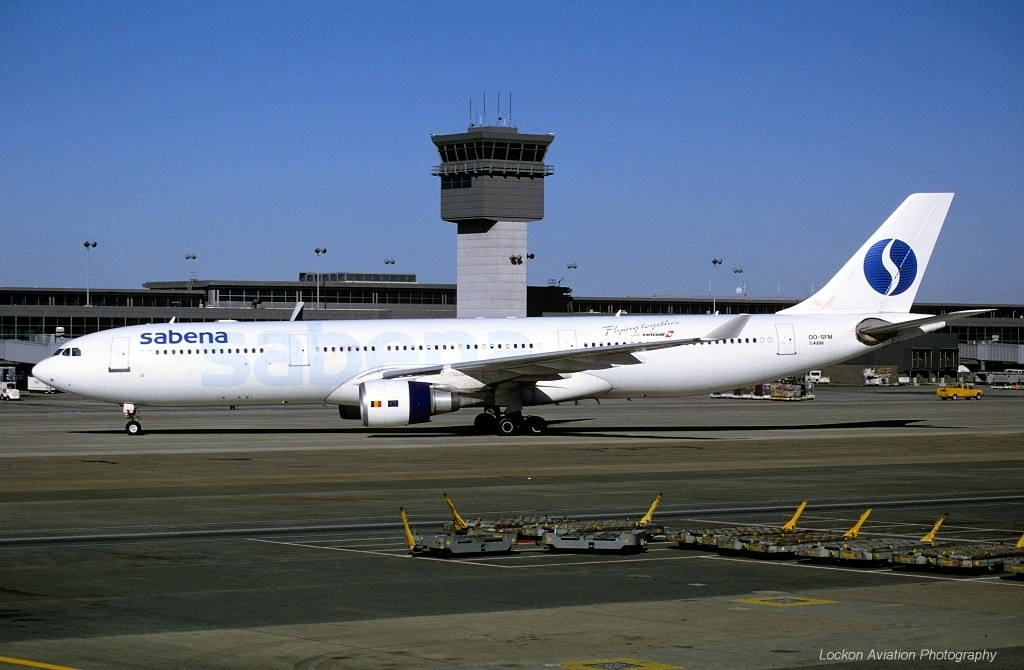
Airbus A330-300 de Sabena en el aeropuerto int. de Washington-Dulles (2003)

En la década de 1990 se introdujeron un nuevo nombre, Sabena World Airlines, y colores. La nueva librea tenía un color blanco general y el logotipo de la cola del círculo blanco en azul en la aleta. Un gran título "Sabena" cubría el fuselaje en azul claro y el nombre "Belgian World Airlines" a veces era apenas visible, aunque el título también estaba pintado en el fuselaje con letras pequeñas y claras. En la década de 1990 se produjo una nueva renovación del tipo de flota: los DC-10-30 fueron reemplazados por Airbus A330 bimotor y los Boeing 747 por Airbus A340 de cuatro motores. 

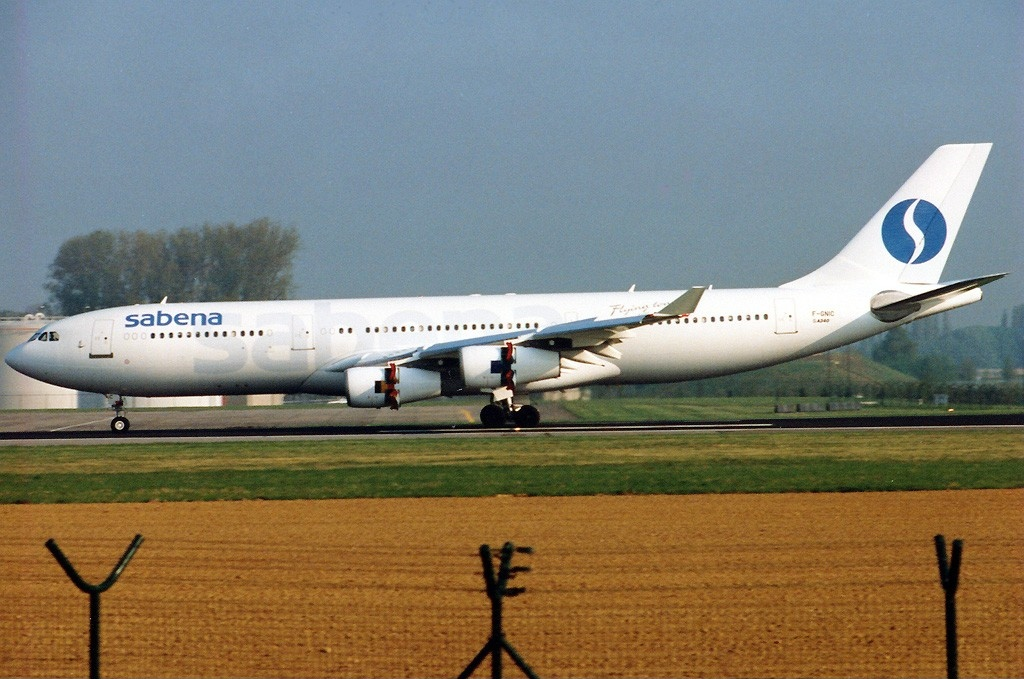
Airbus A340-200 de Sabena en el aeropuerto de Bruselas (1996)

Para reemplazar sus viejos Boeing 747, Sabena compró muchos Airbus A340. El primer Airbus A340 de Sabena voló por primera vez en 1993. 
Tras la liberalización del sector aéreo en toda Europa y las consecuencias económicas de la Guerra del Golfo, el gobierno belga, principal accionista de la compañía, se dio cuenta de que Sabena tenía pocas posibilidades de sobrevivir por sí sola en este mercado tan competitivo y empezó a buscar un socio adecuado.
Sabena seguía en una mala situación financiera y año tras año el gobierno belga tuvo que cubrir las pérdidas, aunque se le impidió proporcionar nuevos fondos debido a las normas sobre ayudas estatales de la UE. Para ayudar en el negocio debido a sus problemas financieros, Sabena alquiló un par de Boeing 747 a Air France. Se alquilaron muchos más aviones por períodos más largos, pero tuvieron que conservar sus distintivos números de matrícula franceses.
Alrededor de 1987, SAS intentó fusionarse con la aerolínea, pero las autoridades belgas bloquearon la fusión. En 1989, British Airways y KLM compraron participaciones en Sabena, que luego fueron vendidas al gobierno belga. En 1993, Air France compró una importante participación minoritaria en Sabena, que vendió poco después. Finalmente, en 1995, Swissair compró una participación del 49 por ciento en Sabena y asumió la dirección.
En 1993, Sabena adoptó su tercer y último logotipo, y su oficina central estaba en el edificio Air Terminus en la Rue Cardinal Mercier en Bruselas.
En 1994, Paul Rusesabagina, director de hoteles propiedad de Sabena en el antiguo territorio belga de Ruanda, acogió a más de 1.200 tutsis y hutus moderados en el Hôtel des Mille Collines de Kigali, salvándolos de ser masacrados por la milicia Interahamwe durante el genocidio de Ruanda.

### 1995-2001: control de Swissair

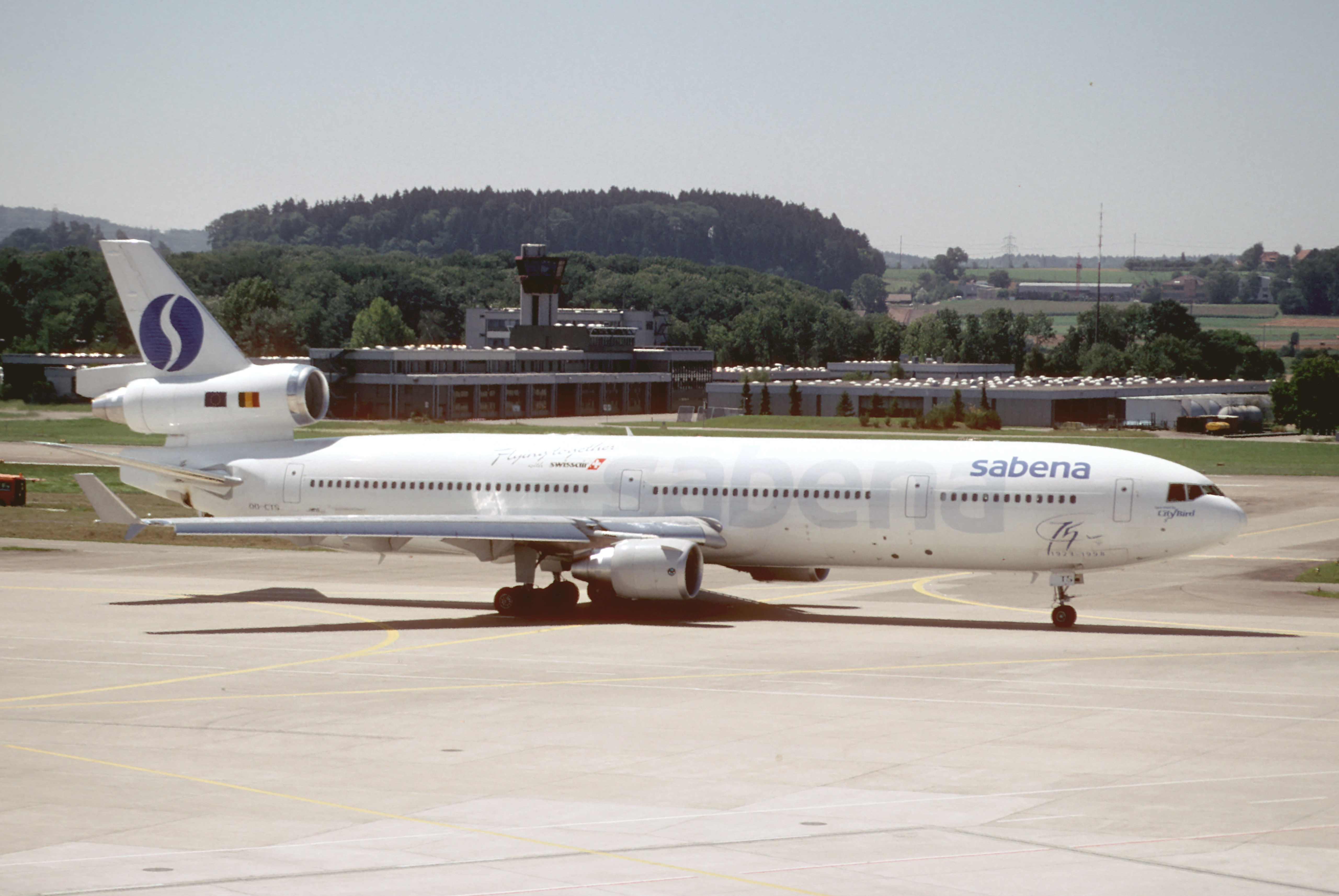
McDonnell Douglas MD-11 de Sabena en el aeropuerto int. de Zúrich (1998)

Cuando Swissair asumió la dirección de la aerolínea, se hicieron algunas modificaciones en los colores del avión, incluida una pegatina que decía: Volando junto con Swissair. En marzo y abril de 1998, dos aviones McDonnell-Douglas MD-11, ambos alquilados a CityBird, se unieron a la flota y se (re)introdujeron destinos de larga distancia como Nueva York-Newark, Montreal y São Paulo. Además, ese año se entregó la última versión para pasajeros del MD-11 de Boeing, que se fusionó con McDonnell Douglas un año antes. 

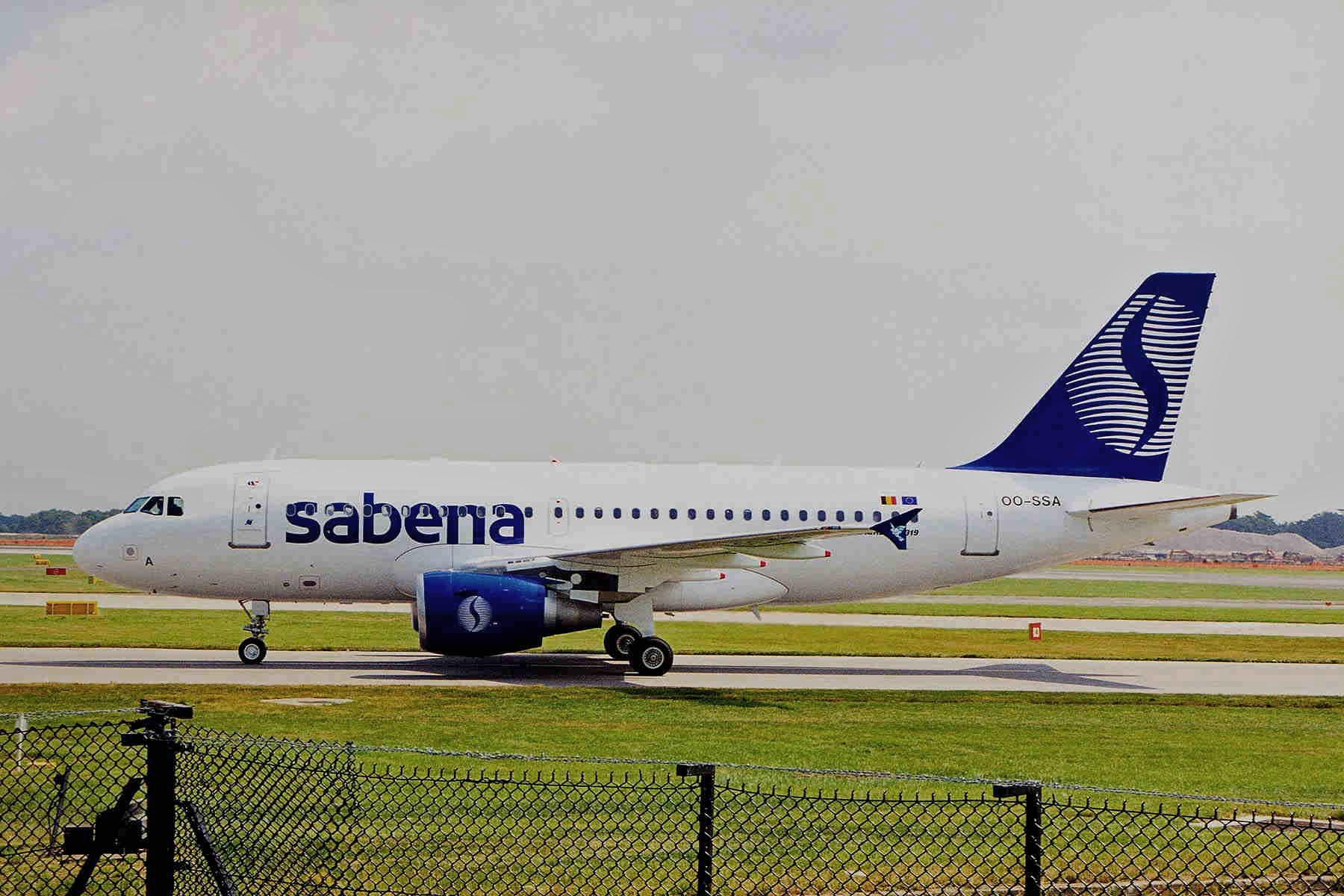
Airbus A319 de Sabena en el aeropuerto de Mánchester (1999)

En 1999 se introdujeron nuevos colores en la flota, comenzando con un Airbus A340. Uno de los últimos tipos de flota que Sabena introdujo, justo después del A321 y el A320, fue el A319, que entró en servicio en 2000. Estos nuevos aviones formaban parte de un pedido récord de 34 aviones de la familia Airbus A320, impuesto a Sabena cuando estaba bajo la dirección de Swissair.

### 2001: quiebra
Después de una recesión de las aerolíneas y los efectos en la industria aérea de los ataques del 11 de septiembre de 2001, todas las aerolíneas que cruzaron el Atlántico sufrieron. Swissair se había comprometido a invertir millones en Sabena, pero no lo hizo, en parte porque la propia aerolínea tenía problemas financieros, ya que se había declarado en quiebra un mes antes. Sabena solicitó protección legal contra sus acreedores el 3 de octubre y entró en liquidación el 6 de noviembre de 2001. Fred Chaffart, presidente del consejo de administración de Sabena, leyó una declaración ese día para explicar la decisión.
El 7 de noviembre de 2001 fue el último día de operaciones de Sabena. El vuelo 690 (operado por un Airbus A340-311 registrado como OO-SCZ) desde Abidjan, Costa de Marfil y Cotonou, Benín, fue el último vuelo de Sabena que aterrizó en Bruselas. El vuelo llevaba 266 pasajeros y once tripulantes.
Un grupo de inversores consiguió hacerse con Delta Air Transport, una de las filiales de Sabena, y transformarla en SN Brussels Airlines. Esa aerolínea se fusionó con Virgin Express en 2006 para formar una nueva compañía, Brussels Airlines.
El Parlamento belga creó una comisión para investigar los motivos de la quiebra de Sabena y la implicación de la aerolínea de bandera suiza. Al mismo tiempo, el administrador de la compañía investigó posibles acciones legales contra Swissair y sus sucesores en intereses Swiss International Air Lines y Lufthansa.
En 2006, el Gobierno belga, antiguo accionista importante, presentó cargos penales contra la antigua dirección de Swissair. La antigua dirección de Swissair fue condenada por los jueces.
El 16 de enero de 2007, el programa de noticias belga-flamenco Terzake informó que durante la década de 1990, varios miembros de la junta recibieron grandes sumas de dinero ilegalmente a través de una filial de Sabena en las Bermudas. Cuando Paul Reutlinger se convirtió en director general de la empresa, puso fin a los pagos ilegales. Terzake continuó afirmando que esto podría explicar por qué los miembros del consejo de administración belga guardaron silencio cuando se hizo evidente que Swissair estaba explotando a Sabena y finalmente llevó a la empresa a la quiebra.
Los motivos de la quiebra de Sabena son numerosos. Una de las causas directas fue que Swissair no cumplió con sus obligaciones contractuales y no inyectó los fondos necesarios a la empresa. Esto se debió a que en aquel momento Swissair tenía sus propios problemas financieros. En el llamado "Acuerdo Hotelero", firmado el 17 de julio de 2001, el primer ministro belga Guy Verhofstadt se reunió con el jefe de Swissair, Mario Corti, quien acordó inyectar 258 millones de euros a Sabena, pero la suma nunca fue pagada. La compra de 34 nuevos aviones de la familia Airbus A320, impuesta bajo la dirección de Swissair, fue una carga que Sabena no pudo afrontar.
Tras la quiebra, se creó en Bélgica una comisión parlamentaria para investigar la desaparición de la aerolínea. Los políticos belgas tienen parte de culpa; Rik Daems, que en ese momento era Ministro de Empresas y Participaciones Públicas, Telecomunicaciones y Clases Medias, fue el que recibió más críticas por su falta de esfuerzo. La propia Swissair quebró en octubre de 2001 y fue liquidada en marzo de 2002.

## Destinos
Esta era la red de Sabena en marzo de 2001. No se incluyen los destinos que otras aerolíneas, como Delta Air Transport y Schreiner Airways, que operaban para Sabena.
| Países                          | Destinos           | Aeropuertos                                   |
| África                          | África             | África                                        |
| ------------------------------- | ------------------ | --------------------------------------------- |
| Angola                          | Luanda             | Aeropuerto Int. Quatro de Fevereiro           |
| Benín                           | Cotonú             | Aeropuerto de Cotonú-Cadjehoun                |
| Burkina Faso                    | Uagadugú           | Aeropuerto de Uagadugú                        |
| Camerún                         | Duala              | Aeropuerto Int. de Duala                      |
| Camerún                         | Yaundé             | Aeropuerto Int. de Yaundé Nsimalen            |
| Costa de Marfil                 | Abiyán             | Aeropuerto Port Bouet                         |
| Gambia                          | Banjul             | Aeropuerto Int. Yundum                        |
| Guinea                          | Conakri            | Aeropuerto Int. Ahmed Sékou Touré             |
| Kenia                           | Nairobi            | Aeropuerto Int.Jomo Kenyatta                  |
| Liberia                         | Monrovia           | Aeropuerto Int. Roberts                       |
| Mali                            | Bamako             | Aeropuerto Int. de Bamako-Sénou               |
| Marruecos                       | Casablanca         | Aeropuerto Int. Mohammed V                    |
| Nigeria                         | Lagos              | Aeropuerto Int. Murtala Muhammed              |
| República Democrática del Congo | Kinsasa            | Aeropuerto Int. de N'Djili                    |
| Ruanda                          | Kigali             | Aeropuerto Int. de Kigali                     |
| Togo                            | Lomé               | Aeropuerto de Lomé-Tokoin                     |
| Uganda                          | Entebbe            | Aeropuerto Int. de Entebbe                    |
| América del Norte               |                    |                                               |
| Canadá                          | Montreal           | Aeropuerto Int. de Montreal-Mirabel           |
| Canadá                          | Montreal           | Aeropuerto Int. Pierre Elliott Trudeau        |
| Estados Unidos                  | Boston             | Aeropuerto Int. Logan                         |
| Estados Unidos                  | Chicago            | Aeropuerto Int. O'Hare                        |
| Estados Unidos                  | Dallas/Fort Worth  | Aeropuerto Int. de Dallas-Fort Worth          |
| Estados Unidos                  | Nueva York         | Aeropuerto Int. John F. Kennedy               |
| Estados Unidos                  | Nueva York         | Aeropuerto Int. Libertad de Newark            |
| Estados Unidos                  | Washington D. C.   | Aeropuerto Int. de Washington-Dulles          |
| Asia                            |                    |                                               |
| India                           | Chennai            | Aeropuerto Int. de Chennai                    |
| Israel                          | Tel Aviv           | Aeropuerto Int. Ben Gurión                    |
| Japón                           | Tokio              | Aeropuerto Int. de Narita                     |
| Líbano                          | Beirut             | Aeropuerto Int. Rafic Hariri                  |
| Europa                          |                    |                                               |
| Alemania                        | Fráncfort del Meno | Aeropuerto de Fráncfort del Meno              |
| Alemania                        | Múnich             | Aeropuerto Int. de Múnich-Franz Josef Strauss |
| Alemania                        | Stuttgart          | Aeropuerto de Stuttgart                       |
| Austria                         | Viena              | Aeropuerto de Viena-Schwechat                 |
| Bélgica                         | Bruselas           | Aeropuerto de Bruselas (HUB)                  |
| Dinamarca                       | Copenhague         | Aeropuerto de Copenhague-Kastrup              |
| España                          | Bilbao             | Aeropuerto de Bilbao                          |
| España                          | Madrid             | Aeropuerto de Madrid-Barajas                  |
| España                          | Málaga             | Aeropuerto de Málaga-Costa del Sol            |
| España                          | Sevilla            | Aeropuerto de Sevilla                         |
| Finlandia                       | Helsinki           | Aeropuerto de Helsinki-Vantaa                 |
| Francia                         | Estrasburgo        | Aeropuerto de Estrasburgo                     |
| Francia                         | Lyon               | Aeropuerto de Lyon-Saint Exupéry              |
| Francia                         | Marsella           | Aeropuerto de Marsella-Provenza               |
| Francia                         | Niza               | Aeropuerto de Niza-Costa Azul                 |
| Francia                         | París              | Aeropuerto de París-Charles de Gaulle         |
| Grecia                          | Atenas             | Aeropuerto Int. Eleftherios Venizelos         |
| Irlanda                         | Dublín             | Aeropuerto de Dublín                          |
| Italia                          | Catania            | Aeropuerto de Catania-Fontanarossa            |
| Italia                          | Milán              | Aeropuerto de Milán-Malpensa                  |
| Italia                          | Venecia            | Aeropuerto Int. Marco Polo                    |
| Noruega                         | Oslo               | Aeropuerto de Oslo-Fornebu                    |
| Noruega                         | Oslo               | Aeropuerto de Oslo-Gardermoen                 |
| Polonia                         | Varsovia           | Aeropuerto de Varsovia-Chopin                 |
| Portugal                        | Faro               | Aeropuerto de Faro                            |
| Portugal                        | Lisboa             | Aeropuerto de Lisboa                          |
| Portugal                        | Oporto             | Aeropuerto de Oporto-Francisco Sá Carneiro    |
| Reino Unido                     | Edimburgo          | Aeropuerto de Edimburgo                       |
| Reino Unido                     | Londres            | Aeropuerto de Londres-Heathrow                |
| Reino Unido                     | Mánchester         | Aeropuerto de Mánchester                      |
| Rusia                           | Moscú              | Aeropuerto Int. de Moscú-Domodédovo           |
| Suecia                          | Estocolmo          | Aeropuerto de Estocolmo-Arlanda               |
| Suecia                          | Gotemburgo         | Aeropuerto de Gotemburgo-Landvetter           |
| Suiza                           | Ginebra            | Aeropuerto Int. de Ginebra                    |
| Turquía                         | Estambul           | Aeropuerto Int. Atatürk                       |

## Flota
La flota de Sabena estuvo compuesta por:
| Aeronaves                           | Total | Introducido | Retirado | Matrículas |
| ----------------------------------- | ----- | ----------- | -------- | --- |
| Aermacchi SF-260                    | 1     | c. 1966     | 1969     | OO-SMH |
| Airbus A310                         | 6     | 1984        | 1997     | OO-SCA, OO-SCB, F-OHPQ, OO-SCI, D-AIDA y OO-SCC |
| Airbus A319                         | 15    | 1999        | 2001     | OO-SSA, OO-SSB, OO-SSC, OO-SSD, OO-SSE, OO-SSF, OO-SSG, OO-SSH, OO-SSI, OO-SSJ, OO-SSK, OO-SSL, OO-SSM, OO-SSN y OO-SSO |
| Airbus A320-200                     | 6     | 1999        | 2001     | OO-SNE, OO-SNF, OO-SNG, OO-SNH, OO-SNI y OO-SNJ |
| Airbus A321                         | 3     | 1999        | 2001     | OO-SUA, OO-SUB y OO-SUC |
| Airbus A330-200                     | 6     | 1998        | 2001     | OO-SFP, OO-SFQ, OO-SFR, OO-SFS, OO-SFT y OO-SFU |
| Airbus A330-300                     | 4     | 1997        | 2001     | OO-SFM, OO-SFN, OO-SFO y OO-SFX |
| Airbus A340-200                     | 2     | 1996        | 2001     | OO-SCW y OO-SCX |
| Airbus A340-300                     | 3     | 1997        | 2001     | F-OHPZ, OO-SCY y OO-SCZ |
| ATR 72                              | 2     | 1999        | 2001     | PH-SCZ y PH-SCY |
| Avro RJ85                           | 1     | 1996        | 2001     | OO-DJP |
| Avro RJ100                          | 1     | 1999        | 2001     | OO-DWJ |
| BAC 1-11                            | 5     | 1995        | 2000     | G-AVMI, G-AVMK, G-AVML, G-AVMY y G-OBWD |
| Beechcraft Modelo 99 Airliner       | 1     | 1976        | 1982     | OO-WAZ |
| Boeing 707                          | 17    | 1959        | 1983     | OO-SJA, OO-SJB, OO-SJC, OO-SJD, OO-SJE, 9G-ACK, OO-SBR, OO-SJF, OO-SJG, OO-SJH, OO-SJJ, OO-SJK, OO-SJR, OO-SJL, OO-SJM, OO-SJN y OO-SJO |
| Boeing 727-100                      | 5     | 1967        | 1976     | OO-STA, OO-STC, OO-STB, OO-STD y OO-STE |
| Boeing 737-200                      | 16    | 1974        | 2000     | OO-SDA, OO-SDB, OO-SDC, OO-SDD, OO-SDE, OO-SDF, OO-SDH, OO-SDJ, OO-SDK, OO-SDG, OO-SDL, OO-SDM, OO-SDP, OO-SDN, OO-SDO y OO-SDR |
| Boeing 737-300                      | 6     | 1987        | 2001     | OO-SDV, OO-SDW, OO-SDX, OO-SDY, OO-SYA y OO-SYB |
| Boeing 737-400                      | 3     | 1991        | 2001     | OO-SYC, OO-SYD y OO-SYF |
| Boeing 737-500                      | 6     | 1991        | 2001     | OO-SYE, OO-SYG, OO-SYH, OO-SYI, OO-SYJ, OO-SYK, |
| Boeing 747-100                      | 4     | 1970        | 1993     | OO-SGA, OO-SGB, F-BPVJ y F-BPVP |
| Boeing 747-200                      | 1     | 1993        | 1996     | F-GCBB |
| Boeing 747-300                      | 3     | 1986        | 1999     | F-GSUN, OO-SGC y OO-SGD |
| Britten-Norman BN-2 Islander        | 1     | 1971        | ??       | OO-GVS |
| Convair 440 y 580                   | 12    | 1956        | 1968     | OO-SCJ, OO-SCK, OO-SCL, OO-SCM, OO-SCN, OO-SCO, OO-SCP, OO-SCQ, OO-SCR, OO-SCS, OO-SCT y OO-SCV |
| Convair CV-240                      | 7     | 1949        | 1957     | OO-AWV, OO-AWO, OO-AWP, OO-AWQ, OO-AWR, OO-AWS y OO-AWT |
| De Havilland Canada Dash 8          | 10    | 1990        | 2001     | PH-SDI, PH-SDJ, D-BOBU, PH-SDT, PH-SDR, PH-SDS, PH-SDM, PH-SDP, OE-LEC y OE-LTE |
| De Havilland DH.104 Dove            | 5     | 1947        | 1957     | OO-AWD (rrg. OO-CWD), OO-AWE, OO-CFC, OO-CFD y OO-CFE |
| De Havilland DH.114 Heron           | 1     | 1967        | 1968     | OO-BIA |
| Douglas DC-3                        | 35    | 1939        | 1969     | OO-AUH, OO-CBC, OO-AUR, OO-CBA, OO-AWK, OO-AUP, OO-AUO, OO-CBY, OO-AWM, OO-UBL, OO-CBO, OO-AWN, OO-CBN, OO-AWF, OO-AWL, OO-CBW, OO-AWZ, OO-CBU, OO-SMC, OO-SMD, OO-AUW, OO-SMA, OO-SMB, OO-CBX, 9Q-CUL, OO-AUM, OO-AUN, OO-AUV, OO-AUX, OO-AUY, OO-AUZ, OO-AWG, OO-CBJ (rrg. OO-UBJ) y OO-AWH |
| Douglas DC-4                        | 12    | 1946        | 1964     | OO-CBF, OO-CBD, OO-CBQ (rrg. OO-ADT), OO-CBR, OO-CBH (rrg. OO-ABS), OO-CBI, OO-ADN, OO-SBV, OO-CBG y OO-CBS |
| Douglas DC-6                        | 17    | 1947        | 1965     | OO-AWA (rrg. OO-SDA), OO-AWB (rrg. OO-SDB), OO-AWC (rrg. OO-SDC), OO-AWU (rrg. OO-SDD), OO-AWW (rrg. OO-SDE), OO-SDF, OO-SDG, OO-CTH, OO-CTI, OO-CTK, OO-CTL, OO-CTM, OO-CTN, OO-CTO, OO-CTP, OO-SDQ y OO-SMR                                                                                 |
| Douglas DC-7                        | 9     | 1956        | 1970     | OO-SFB, OO-SFC, OO-SFD, OO-SFE, OO-SFF (rrg. OO-CFF), OO-SFG, OO-CFH (rrg. OO-SFH) y OO-SFK |
| Embraer EMB 121 Xingu               | 1     | 1982        | c. 2000  | OO-SXD |
| Fokker F50                          | 1     | 1990        | 1991     | OY-MMT |
| Fokker F27 Friendship               | 3     | 1969        | 1975     | OO-SBP, OO-SCA y PH-FNZ |
| Fokker F28 Fellowship               | 1     | 1995        | 1995     | F-BUTI |
| Junkers Ju 52                       | 8     | 1936        | 1946     | OO-AGU, OO-AGV, OO-AGU (rrg. OO-CAP), OO-AGW, OO-AUA, OO-AUB, OO-AUF y OO-AUG |
| Lockheed L-14 Super Electra         | 2     | 1939        | 1946     | OO-CAG y F-BDRV |
| Lockheed L-1049 Super Constellation | 1     | 1958        | 1961     | N1007C |
| McDonnell Douglas DC-10             | 12    | 1973        | 1997     | N106WA, OO-SLD, OO-SLE, I-DYNO, I-DYNC, OO-SLA, OO-SLB, OO-SLC, OO-SLG, OO-SLH y D-ADJO |
| McDonnell Douglas MD-11             | 2     | 1998        | 2001     | OO-CTS y OO-CTC |
| Savoia-Marchetti SM.73              | 12    | 1935        | 1940     | OO-AGQ, OO-AGR, OO-AGS, OO-AGT, OO-AGX, OO-AGY, OO-AGZ, OO-AGL, OO-AGM, OO-AGP, OO-AGN y OO-AGO |
| Sud Aviation Caravelle              | 11    | 1961        | 1975     | F-BHRP, OO-SRA, OO-SRB, OO-SRC, OO-SRE, OO-SRD, OO-SRG, OO-SRF, OO-SRH, OO-SRI y OO-SRK |
| Swearingen Merlin IV                | 1     | 1986        | 1990     | OO-VGC |